# VR (вещество)
VR (произносится «ви-ар»), также Р-33, «советский V-газ», «русский VX» — боевое отравляющее вещество нервно-паралитического действия.

## История
VR (Р-33) — советский аналог VX, отличающийся от него по составу и свойствам, созданный в 1963 году в НИИ № 42 химиками Сергеем Ивиным, Леонидом Соборовским и Ией Шилаковой. Вещество было обозначено как Р-33.
В 1972 году Николай Кузнецов создал бинарную смесь, образующую Р-33.
Р-33 производился в Новочебоксарске на заводе «Химпром». Суммарная наработка составила 15 557 тонн. 
Боевого применения это боевое отравляющее вещество так и не нашло. Его запасы, наработанные в СССР и оставшиеся в России, в соответствии с международными соглашениями были уничтожены на специальном Щучанском заводе по уничтожению химического оружия в районе города Щучье Курганской области.

## Международное регулирование оборота
Входит в пункт 3 Списка 1 Конвенции по запрещению химического оружия. Таким образом, государство, подписавшее Конвенцию, имеет право изготовлять и использовать VR в исследовательских, медицинских и фармацевтических целях или для проверки защиты от химического оружия, но производство более 100 граммов в год должно декларироваться в ОЗХО. Государство ограничено владением максимум одной тонной VR.